# Markhininita
La markhininita és un mineral de la classe dels sulfats. Rep el nom en honor de Yevgeniy Konstantinovich Markhinin (Евгений Константинович Мархинин) (26 de setembre de 1926, Rostov-on-Don, URSS - 6 de febrer de 2016), professor de l'Institut de Vulcanologia de l'Acadèmia Russa de Ciències.

## Característiques
La markhininita és un sulfat de fórmula química TlBi(SO₄)₂. Va ser aprovada com a espècie vàlida per l'Associació Mineralògica Internacional l'any 2014. Cristal·litza en el sistema triclínic. És una espècie relacionada amb la yavapaiïtai l'eldfellita.
L'exemplar que va servir per a determinar l'espècie, el que es coneix com a material tipus, es troba conservat a les col·leccions del museu mineralògic de la Universitat Estatal de Sant Petersburg (Rússia), amb el número de catàleg: 1/19526.

## Formació i jaciments
Va ser descoberta al primer con d'escòria de l'avanç nord de la Gran erupció fissural del volcà Tolbàtxik (krai de Kamtxatka, Rússia), on es troba en forma de cristalls pseudohexagonal creixent sobre agulles de shcherbinaïta, associada també a pauflerita, karpovita, evdokimovita i bobjonesita. Aquest indret és l'únic a tot el planeta on ha estat descrita aquesta espècie mineral.